# (16564) Coriolis
(16564) Coriolis ist ein Asteroid des Hauptgürtels, der am 30. Januar 1992 vom belgischen Astronomen Eric Walter Elst am La-Silla-Observatorium der Europäischen Südsternwarte (IAU-Code 809) in Chile entdeckt wurde.
Der Asteroid wurde am 9. November 2006 nach dem französischen Mathematiker und Physiker Gaspard Gustave de Coriolis (1792–1843) benannt, nach dem die Corioliskraft benannt wurde und der als einer von 72 Wissenschaftlern und Ingenieuren namentlich auf dem Eiffelturm verewigt ist.
Der Himmelskörper gehört zur Eos-Familie, einer Gruppe von Asteroiden, welche typischerweise große Halbachsen von 2,95 bis 3,1 AE aufweisen, nach innen begrenzt von der Kirkwoodlücke der 7:3-Resonanz mit Jupiter, sowie Bahnneigungen zwischen 8° und 12°. Die Gruppe ist nach dem Asteroiden (221) Eos benannt. Es wird vermutet, dass die Familie vor mehr als einer Milliarde Jahren durch eine Kollision entstanden ist.